# 다중미니면접
다중미니면접(Multiple Mini-Interview, MMI)은 지원자의 소프트스킬을 판단하기 위해 제한된 시간 내에 다수의 과제를 내는 면접 방식이다. 전통적인 면접이나 교육 시뮬레이션은 의과대학에서의 성과를 정확하게 예측하지 못하고, 대인관계, 전문성, 윤리/도덕적 판단과 같은 비인지적 기술과 관련된 문제가 환자 불만의 대부분을 차지한다는 비판을 꾸준히 받아왔다. 결국 2001년, 맥마스터 대학교 의과대학에서 처음으로 다중미니면접이 고안되었다. 2004년 맥마스터 대학교 의과대학에서 처음 도입된 이후 전 세계의 의과대학, 치의과대학, 약학대학, 수의과대학의 면접 방식으로 채용되고 있다.

## 소개
면접 방식은 시험 및 채용의 목적으로 자주 사용되고 있다. 이는 후보자의 점수가 성공적인 직무 수행 능력이나 직무 유지를 예측한다는 전제하에, 면접 점수에 따라 후보자를 합격시키는 방식이다. 인적자원 관련 연구의 메타분석에 따르면 면접의 결과가 미래의 직무 수행을 예측할 수 있는 능력이 낮거나 보통 수준임을 들어냈다. 후보자가 한 면접에서 받는 점수가 다음 면접에서 받는 점수와 상관관계가 거의 없음도 밝혀졌다. 이런 면접 사이의 점수 차이를 보완하려면, 다수의 면접자를 같은 패널에 넣는 방식 대신 동일한 후보자에게 다수의 면접 점수를 수집하는게 더 효과적이다. 이와 더불어, 전통적인 면접은 후광 효과에 따라 면접을 시작한 후 첫 몇분 동안에 면접관이 정한 점수는 면접이 끝날 때까지 크게 바뀌는 경우가 거의 없다. 
따라서 MMI 형식은 매우 짧은 면접에서도 후보자 사이에서 변별력을 구현할 수 있다. 시험 방식의 변별력, 즉, "전반적 테스트 신뢰도"는 MMI가 다른 면접 방식보다 현저히 높다. 이는 다중미니면접의 높은  미래 성과 예측타당도에서도 들어났다.

## 같이 보기
- 인터뷰